# John Stafford Smith

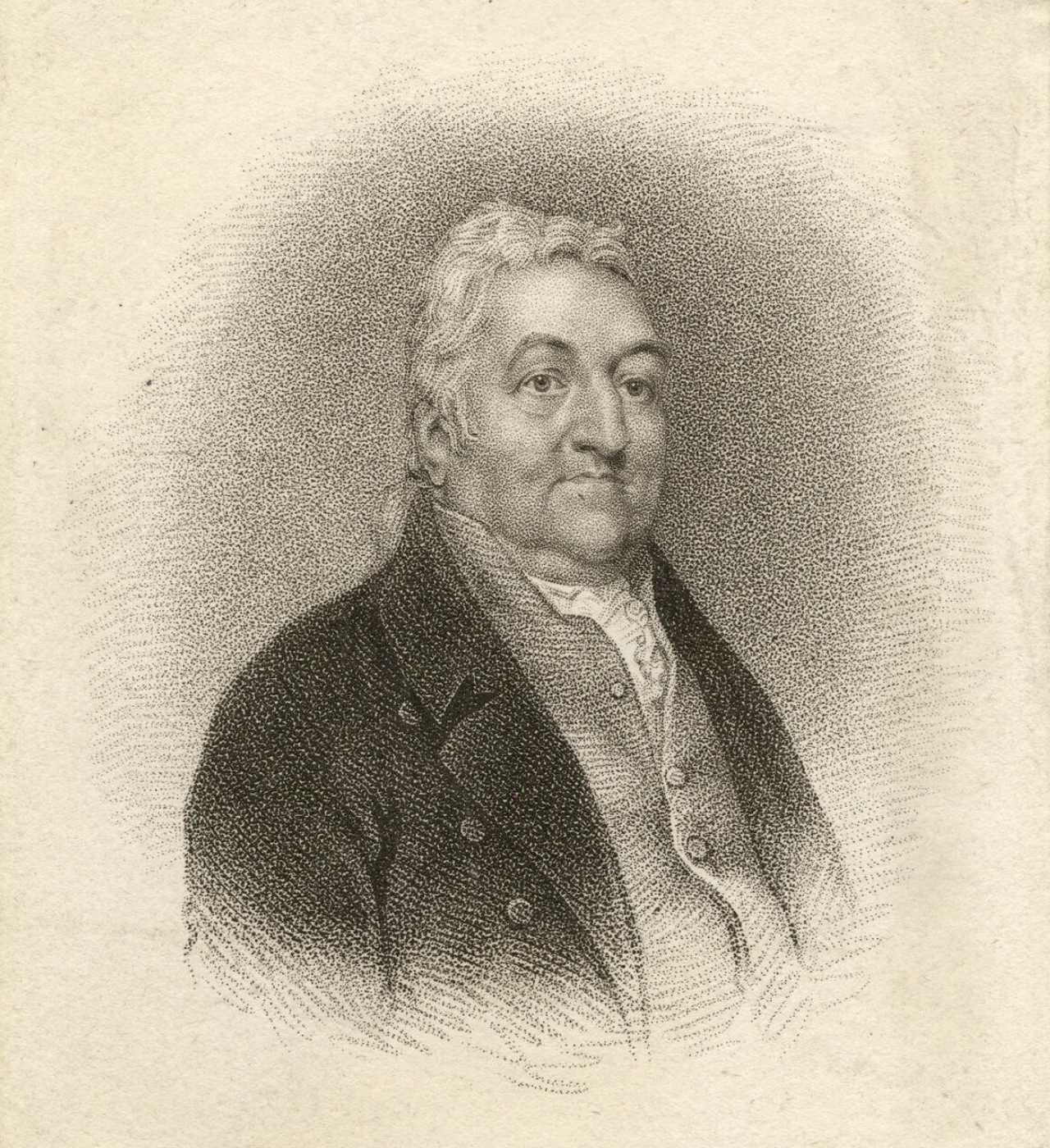
John Stafford Smith (1822)

John Stafford Smith (* 30. März 1750 in Gloucester; † 21. September 1836 in London) war ein englischer Sänger (Tenor), Komponist und Musikwissenschaftler.

## Leben
Smith war wie sein Vater Martin Smith ein Organist und machte sich insbesondere als Musikforscher einen Namen.
Sein erster Unterricht wurde ihm durch seinen Vater erteilt. Danach war er Schüler der Pädagogen Boyce und Nares in London. Er erhielt eine Anstellung als Tenor im Chor der Chapel Royal und 1784 ernannte man ihm zum Gentleman of the Chapel Royal. Nachdem sein Vater 1790 sein Amt aufgegeben hatte, wurde er dessen Nachfolger als Organist an der Kathedrale von Gloucester.
1812 gab er ein zweibändiges Werk, Musica antiqua, heraus. Er gilt als Schöpfer der Melodie, die als amerikanische Nationalhymne The Star-Spangled Banner bekannt ist, doch befand sich diese Melodie möglicherweise als Trinklied To Anacreon in Heaven lediglich in einer von Smith herausgegebenen Sammlung.